# Championnat de Tchécoslovaquie de football 1958-1959
Navigation
Saison précédente Saison suivante
La saison 1958-1959 du Championnat de Tchécoslovaquie de football est la 28e édition du championnat de première division en Tchécoslovaquie. Les quatorze meilleurs clubs du pays se retrouvent au sein d'une poule unique, la First League, où  les formations s'affrontent deux fois, à domicile et à l'extérieur. À l'issue du championnat, les deux derniers du classement sont relégués et remplacés par les deux meilleurs clubs de II. Liga, la deuxième division tchécoslovaque.
C'est le club du TJ Cervena Hviezda Bratislava qui termine en tête du classement du championnat cette saison, avec neuf points d'avance sur un duo composé du tenant du titre, le Dukla Prague et le Dynamo Prague. C'est le tout premier titre de champion de l'histoire du club.

## Les 14 clubs participants
| - Dukla Prague - Spartak Prague Sokolovo - TJ Cervena Hviezda Bratislava - SK Slovan Bratislava - Dynamo Prague - Tatran Presov - Jednota Kosice - Promu de II. Liga | - Ruda Hvezda Brno - Dukla Pardubice - FC Spartak Trnava - FC Banik Ostrava - Dynamo Zilina - Promu de II. Liga - Spartak Praha Stalingrad - Promu de II. Liga - Spartak Usti nad Labem - Promu de II. Liga |

## Compétition

### Classement
Le barème utilisé pour établir le classement est le suivant :
- Victoire : 2 points
- Match nul : 1 point
- Défaite : 0 point

| Rang | Équipe                        | Pts | J  | G  | N | P  | Bp | Bc | Diff |
| ---- | ----------------------------- | --- | -- | -- | - | -- | -- | -- | ---- |
| 1    | TJ Cervena Hviezda Bratislava | 40  | 26 | 16 | 8 | 2  | 56 | 27 | +29  |
| 2    | Dukla Prague (T)              | 31  | 26 | 12 | 7 | 7  | 40 | 30 | +10  |
| 3    | Dynamo Prague                 | 31  | 26 | 12 | 7 | 7  | 39 | 34 | +5   |
| 4    | Tatran Prešov                 | 29  | 26 | 12 | 5 | 9  | 35 | 37 | -2   |
| 5    | Ruda Hvezda Brno              | 27  | 26 | 13 | 1 | 12 | 44 | 43 | +1   |
| 6    | FC Baník Ostrava              | 26  | 26 | 10 | 6 | 10 | 44 | 40 | +4   |
| 7    | FC Spartak Trnava             | 25  | 26 | 9  | 7 | 10 | 31 | 28 | +3   |
| 8    | ŠK Slovan Bratislava          | 24  | 26 | 8  | 8 | 10 | 38 | 36 | +2   |
| 9    | Spartak Praha Stalingrad (P)  | 23  | 26 | 7  | 9 | 10 | 37 | 42 | -5   |
| 10   | Spartak Prague Sokolovo       | 23  | 26 | 8  | 7 | 11 | 37 | 47 | -10  |
| 11   | Jednota Kosice (P)            | 23  | 26 | 10 | 3 | 13 | 32 | 43 | -11  |
| 12   | Dukla Pardubice               | 21  | 26 | 8  | 5 | 13 | 34 | 46 | -12  |
| 13   | Dynamo Zilina (P)             | 21  | 26 | 7  | 7 | 12 | 36 | 35 | +1   |
| 14   | Spartak Ústí nad Labem (P)    | 20  | 26 | 7  | 6 | 13 | 29 | 44 | -15  |

|  | Coupe d'Europe des clubs champions 1959-1960                                                      |
|  | Relégation en II. Liga                                                                            |
|  | (T) Tenant du titre (C) Vainqueur de la Coupe du Tchécoslovaquie (P) : Promu de deuxième division |

## Bilan de la saison
| Championnat de Tchécoslovaquie de football 1958-1959 |                                           |
| Champion                                             | TJ Cervena Hviezda Bratislava (1er titre) |
| Coupes et trophées                                   |                                           |
| Vainqueur de la Coupe de Tchécoslovaquie 1958-1959   | Non disputée                              |
| Qualifications continentales                         |                                           |
| Coupe d'Europe des clubs champions 1959-1960         | TJ Cervena Hviezda Bratislava             |
| Promotions et relégations                            |                                           |
| Promus en I. Liga                                    | Spartak Hradec Králové                    |
| Promus en I. Liga                                    | Slovan Nitra                              |
| Relégués en II. Liga                                 | Spartak Usti nad Labem                    |
| Relégués en II. Liga                                 | Dynamo Zilina                             |